# خودکشی در قانون

قانون خودکشی بر اساس کشور
خودکشی و کمک به خودکشی غیرقانونی است
خودکشی قانونی، کمک به خودکشی غیرقانونی
خودکشی و احتمالاً کمک به خودکشی قانونی

خودکشی در قوانین برخی کشورها جرم محسوب می‌شده و می‌شود. اما امروزه در بیش‌تر کشورهای غربی از خودکشی جرم‌زدایی شده است. البته همواره این عمل تقبیح شده است. در روم یا ژاپن قرون وسطی، خودکشی به عنوان آخرین حد آزادی در برابر حاکمان ستم‌گر قلمداد می‌شده است.
با وجود آنکه دست قانون به شخصی که بر اثر خودکشی جان باخته نمی‌رسد، اما ممکن است تبعات قانونی برای فرد خودکش چنانچه خودکشی ناموفق باشد، یا برای جسدش یا اینکه برای بازماندگانش داشته باشد. در قوانین برخی کشورها در رابطه با اموری چون خودکشی کمکی و خودکشی ناموفق تمهیدات قانونی گوناگونی وجود دارد. در برخی کشورها خودکشی ناموفق جرم است.
در طول تاریخ قوانین ضد خودکشی و اتانازی طبق دکترین دینی تعیین می‌شده است. به‌طور مثال اینکه گفته می‌شود خدا تعیین‌کنندهٔ زمان مرگ هر موجود زنده است.

## تاریخچه
در آتن باستان کسی که بر اثر خودکشی جان می‌باخت، افتخار یک کفن‌ودفن معمولی را از دست می‌داد. آن شخص را تنها و در جایی دورافتاده از شهر و بدون سنگ قبر دفن می‌کردند. در فرمانی به سال ۱۶۷۰ توسط لوئی چهاردهم آمده که جسد فردی خودکش روی زمین در حالی که صورتش به سمت زمین بود، در شهر کشانده شده و سپس در روی زباله‌دانی آویخته شد. به علاوه تمامی اموال وی ضبط شد.
طی قانونی به سال ۱۸۲۳، مقرر شد که دیگر نمی‌بایست جسد افرادی که خودکشی کرده‌اند را در چهارراه‌ها دفن کنند.
حتی در دوران مدرن تنبیه قانونی شخص خودکش امری غیر رایج نیست. تا سال ۱۸۷۹ قوانین انگلیس بین خودکشی و قتل تفاوت قائل می‌شد؛ با این وجود که خودکشی سبب ضرر و زیان برای دولت می‌شد. در سال ۱۸۸۲ اجازه دفن اجساد خودکش‌ها در روز روشن داده شد.

## خودکشی کمکی
در بیشتر قوانین کشورها کمک برای خودکشی، چه مستقیم و چه غیر مستقیم، جرم محسوب می‌شود. در برخی کشورها حتی چنانچه فردی فرد دیگر را تشویق به کشتن خود کند، مرتکب جرم شده است. با این حال گاهی مجوز قانونی برای به‌مرگی توسط کمک پزشک در شرایط ویژه داده شده است.

## در قوانین

### ایران
خودکشی در قانون مجازات اسلامی جرم‌انگاری نشده است. با این وجود کسی نمی‌تواند از دیگری تقاضای قتل خود را بکند. تهدید به انجام خودکشی هم در قوانین جزایی جرم نیست. مگر آن‌که توسط زندانی و در زندان انجام شود که در آن صورت تخلف انضباطی از آیین‌نامهٔ زندان تلقی شده و با آن برخورد قضایی خواهد شد.
برپایهٔ مادهٔ ۸۳۶ قانون مدنی ایران، هرگاه کسی به قصد خودکشی، اقدامی انجام دهد و پس از آن وصیتی را تنظیم نماید، در صورتی که هلاک گردد، وصیت او باطل خواهد بود و چنانچه زنده بماند وصیتش نافذ خواهد بود.
برپایهٔ نظریهٔ مجرمیت استعاره‌ای، از آن‌جایی که خودکشی قانوناً جرم و قابل مجازات نیست، معاونت در خودکشی هم جرم تلقی نشده و بدون کیفر است. معاونت در خودکشی زمانی جرم دانسته می‌شود که به حد «سببیت» برسد (مثلاً فرد از ناآگاهی کسی سوء استفاده کند و موجب مرگ او به دست خودش شود)، در این حالت معاونت در خودکشی، قتل عمد دانسته می‌شود. معاونت در خودکشی همچنین در بند دوم مادهٔ ۱۵ قانون جرایم رایانه‌ای، مصوب ۲۵ خرداد ۱۳۸۸ خورشیدی، جرم دانسته شده است. این ماده به ترغیب، تحریک، دعوت، تسهیل شیوهٔ ارتکاب، و آموزش خودکشی از طریق سامانه‌های رایانه‌ای و مخابراتی اشاره دارد و برای این اعمال، محکومیت ۹۱ روزه تا یک ساله، یا جزای نقدی ۵ میلیون ریالی تا ۲۰ میلیون ریالی، یا هر دو را معین کرده است.

### استرالیا
در ناحیه ویکتوریای استرالیا، خودکشی جرم نیست اما چنانچه فردی از خودکشی توافقی جان سالم به در برد، ممکن است به قتل شبه عمد محکوم شود. همچنین کمک، تهییج یا تشویق فردی به خودکشی جرم بوده و قانون به افراد این اجازه را می‌دهد که از هر نیرویی که لازم باشد بهره گیرند تا فردی را از خودکشی رهایی دهند.

### کانادا
در قوانین مربوط به خودکشی و کمک به افراد برای خودکشی که توسط پارلمان کانادا و به سال ۱۸۹۲ تنظیم شد، این دو عمل جرم تلقی شدند. ۸۰ سال بعد و در سال ۱۹۷۲ پارلمان با این توجیه که خودکش اهمیتی برای موانع قانونی قائل نیست، از این عمل جرم‌زدایی شد. البته ممنوعیت خودکشی کمکی همچنان باقی ماند که در ماده ۲۴۱ قانون جزا این چنین در مورد آن گفته شده:
یاری یا راهنمایی به خودکشی
۲۴۱. هر کس که
(الف) کسی را برای خودکشی راهنمایی کند
(ب) یا کسی را در انجام خودکشی کمک و تشویق کند،
چنانچه آن شخص اقدام به خودکشی بکند یا نکند، شخص کمک‌کننده یا تشویق‌کننده به خودکشی، مورد پی‌گرد قانونی قرار خواهد گرفت و بسته به شرایط، تا سقف ۱۴ سال زندانی خواهد شد.
با این حال خودکشی کمکی توسط پزشک همواره مورد بحث بوده است و نمونه آن هم در سال‌های ۱۹۸۲ و ۱۹۸۳ که تغییر قوانین مربوط به خودکشی مورد بحث قرار گرفت.
در سال ۱۹۹۳۷، جرم باقی ماندن خودکشی کمکی در قانون اساسی کانادا در دادگاه عالی این کشور در پی پرونده رودریگز وی در بریتیش کلمبیا مورد چالش قرار گرفت. او از ۱۹۹۱ دچار اسکلروز جانبی آمیوتروفیک یا (ALS) شده بود. وی درخواست کرده بود تا کمک پزشکان به زندگیش پایان داده شود. دادگاه با برتی ۵ به ۴ تن از اعضا موافقت کرده بود که درخواست برای خودکشی کمکی، پشتوانه قانونی دارد؛ چرا که در قوانین کانادا آزادی‌های فردی تضمین شده است. دادگاه بر این عقیده بود که اجازه برای خودکشی کمکی هیچ تخلفی از قوانین و حقوق اولیه قضایی در کانادا نیست.
در ۱۹۹۵، مجلس سنای کانادا گزارشی تحت عنوان دربارهٔ مرگ و زندگی دربارهٔ خودکشی کمکی منتشر کرد. در این گزارش پیشنهاد شده که می‌بایست در قانون جزای کانادا کمک برای خودکشی تحت شرایط خاص، جرم‌زدایی شود.
دادگاه عالی کانادا در یک تصمیم مهم به تاریخ ۶ فوریه ۲۰۱۵ قانون روردریگز ۱۹۹۳ را لغو کرد و مجوز خودکشی کمکی را با این توضیح که این گونه مرگ با کمک پزشک در قانون اساسی قتل تلقی نمی‌شود، صادر کرد. البته همچون ایالات متحده، در کانادا هم شخص می‌بایست از نظر عقلی و منطقی برای گرفتن چنین تصمیمی در سلامت کامل باشد و به یه یک بیماری یا معلولیت لاعلاج مبتلا باشد که هیچ درمانی برایش نیست و فرد می‌بایست تا آخر عمر، در صورت زنده ماند، زجر و درد تحمل کند. در این صورت با تایی پزشک، فرد قادر است به زندگی خود پایان دهد. این قانون تا ۱۲ ماه معلق بود تا مجلس بتواند قانون اساسی جدید را ایجاد نماید.
لازم است ذکر شود که مجمع پزشکی کانادا (CMA) گزارش کرد که تنها تعدادی و نه همه پزشکان مایل به کمک برای خودکشی هستند. در سال ۲۰۱۵ اعتقاد بر این است که هیچ پزشکی نباید به این امر مجبور شود. این مجمع جلسات توجیهی را برگزار نمود تا به پزشکان آموزش دهد که پس از تصویب آن قانون، چگونه باید عمل کنند.

### هند
خودکشی در هند جرم است و جزای آن تا ۱ سال زندانی‌شدن به همراه پرداخت جریمه. دولت هند در ۲۰۱۴ اعلام کرد می‌خواهد این قانون را لغو کند.

### ایرلند
خودکشی کردن در ایرلند جرم نیست و از همین رو خودآزاری نیز رفتاری خودکشی‌مآبانه یا مجرمانه تلقی نمی‌شود. در واقع باید گفت در ۱۹۹۳ از خودکشی جرم‌زدایی شد. البته خودکشی کمکی و اتانازی غیرقانونی هستند. لازم است ذکر شود که این دو مسئله در حال حاضر در دادگاه عالی این کشور در حال بررسی است.

### مالزی
طبق ماده ۳۰۹ قانون جزای مالزی، کسی که اقدام به خودکشی کند، چنانچه زنده بماند، تا یک سال زندان یا جریمه یا هر دو برایش در نظر گرفته می‌شود.

### هلند
در کشور هلند چنانچه فردی در حین انجام خودکشی در کنار فرد خودکش حضور داشته باشد یا به وی اطلاعاتی در زمینه چگونگی انجام خودکشی بدهد، جرم نیست. اما کمک به فرد خودکش در انجام خودکشی، مثلاً با تهیه ابزار خودکشی و آموزش نحوه استفاده از آن‌ها جرم است. خودکشی کمکی توسط پزشک در این میان استثناء است.

### زلاند نو
کشور زلاند نو همچون دیگر ممالک غربی قانونی علیه خودکشی ندارد. اما کمک به افراد یا تشویق آن‌ها برای خودکشی در ماده ۱۷۹ قانون جزای سال ۱۹۶۱ جرم است.

### کره شمالی
کره شمالی روش ویژه‌ای برای پیشگیری از خودکشی دارد. بدین صورت که از آنجا که دولت توان مجازات فرد کشته شده بر اثر خودکشی را ندارد، خویشاوندان فرد خودکش را مورد پی‌گرد قانونی قرار می‌دهند. کارکرد این روش غیرانسانی، با تحریک و استفاده از عذاب وجدان ناشی از شکنجه و مرگ خانوادهٔ فرد، توسط دولت، پس از خودکشی وی است.

### نروژ
خودکشی در کشور نروژ جرم نیست.

### رومانی
خودکشی به خودی خود در این کشور غیرقانونی نیست. اما کمک به دیگران برای خودکشی یا تسهیل خودکشی دیگران جرم بوده و ممکن است برای فرد ۷َ ۱۰ یا حتی ۲۰ سال زندانی‌شدن دربرداشته باشد.

### روسیه
در روسیه چنانچه فردی دچار گونه‌ای از بیماری روانی «که احتمال آسیب‌زدن شدید به خود را داشته باشد» به بیمارستان روانی منتقل می‌شود.
تشویق کسی به انجام خودکشی، تحدید یا تحقیر نظام‌مند فرد به قصد مجبور کردن فردی به انجام خودکشی، تا ۵ سال زندانی‌شدن در برخواهد داشت. (ماده ۱۱۰ قانون جزای روسیه)
قانون اساسی روسیه مجوز سانسور اطلاعات مربوط به روش‌ها و نحوه انجام خودکشی را در فضای مجازی داده است. طبق گزارش وبسایت پایرت پارتی در روسیه، برخی صفحه‌های اینترنتی حاوی جوک‌های مربوط به خودکشی فیلتر شده‌اند و این حتی سبب شد یکی از آی‌پی‌های ویکیا نیز فیلتر شود.

### سنگاپور
در قانون جزای سنگاپور شخصی که اقدام به خودکشی کند، در صورت زنده ماندن ممکن است تا ۱ سال زندانی شود.

### آفریقای جنوبی
دادگاه‌های آفریقای جنوبی، خودکشی را جرم نمی‌انگارند. از ۱۸۸۶ تا ۱۹۶۰ خودکشی در ترانسکی جرم محسوب می‌شد.

### انگلستان
در کامن لای انگلیس، تا سال ۱۹۶۱ قوانین ضد خودکشی وجود داشت. خودکشی گناهی علیه خدا و ملکه یا پادشاه تلقی می‌شد. خودکشی نخستین بار در قرن سیزدهم غیرقانونی اعلام شد. حتی تا ۱۸۲۲، پادشاه یا ملکه می‌توانست تمامی اموال و دارایی‌های باقی مانده از خودکش را ضبط کند.
در ۱۹۶۱ خودکشی جرم‌زدایی شد اما کمک به خودکشی کسی جرم تلقی شد. در ارتباط با حقوق مدنی صرف عمل خودکشی قانونی است اما تبعات آن ممکن است غیرقانونی و جرم در نظر گرفته شوند. مانند پرونده مورد مردی که در کلانتری خودکشی کرد و پلیس نیز ۵۰٪ مقصر شناخته شد.

### اسکاتلند
خودکشی در اسکاتلند جرم نیست. اما اعمالی نظیر خود-دیگرکشی که سلح عمومی را برهم می‌زنند، جرم محسوب می‌شوند. این زمانی معنی پیدا می‌کند که شخصی در مکان‌های پر جمعیت تحدید به خودکشی کند. البته کسی که شخص دیگری را در انجام خودکشی یاری کند، ممکن است جرمش قتل در نظر گرفته شود، یا اینکه اصلاً جرمی برایش در نظر گرفته نشود و این بسته به پرونده، متفاوت است.

### ایالات متحده آمریکا
در طول تاریخ، ایالت‌های مختلف آمریکا خودکشی را در قوانین ایالتی نوعی بزه تلقی می‌کرده‌اند. در اواخر دهه ۱۹۶۰، ۱۸ ایالت این کشور دیگر هیچ قانونی ضد خودکشی نداشتند. در اواخر دهه ۱۹۸۰ این رقم به ۳۰ ایالت رسید. البته باید گفت که کمک یا تشویق به خودکشی همچنان جرم تلقی می‌شد. در اواخر دهه ۱۹۹۰ تنها ۲ ایالت باقی ماندند که خودکشی را جرم می‌دانستند؛ که آن‌ها هم هم‌اکنون دیگر آن را جرم نمی‌دانند. خودکشی در برخی ایالت‌های این کشور هم‌اکنون نوعی «جرم نانوشته در قانون» تلقی می‌شود. این یعنی اگر خانواده فرد خودکش تقاضای بیمه کنند، باید بتوانند ثابت کنند که خودکشی وی کاملاً غیر داوطلبانه و مثلاً تحت تأثیر بیماری روانی شدید بوده است. به‌طور مثال خانواده می‌تواند ادعا کند که زندان یا بیمارستانی که فرد پیش از خودکشی در آن به سر می‌برده، به میزان مکفی به وی رسیدگی نکرده است. برخی حقوق‌دانان آمریکایی به مسئله خودکشی به عنوان مسئله‌ای مربوط به آزادی‌های فردی می‌نگرند. طبق نظر نادیه استروسن، رئیس پیشین اتحادیه آزادی‌های شهروندی آمریکا، «اینکه دولت نحوه مرگ شما را برایتان تعیین کند و شما را مجبور به… نوعی تنبیه غیرعادی و ظالمانه به نظر می‌آید و آقای جان پال استیونز در یک اظهار نظر جالب در رابطه با حق مردن در یک پرونده به خوبی این مطلب را بیان کرده است.»
خودکشی کمکی توسط پزشک در برخی ایالت‌های آمریکا قانونی است. این عمل برای کسی که به نوعی بیماری لاعلاج دچار باشد در ایالت اورگن مجاز است. در واشینگتن هم به سال ۲۰۰۹ مجاز شد. لازم است ذکر شود که فرد می‌بایست توسط پزشک تأیید شود که: ۱- تنها ۶ ماه یا کم‌تر از عمرش باقی نمانده باشد؛ ۲- از نظر عقلی در سلامت کامل عقل و منطق باشد و ۳- تقاضای خود را شفاهی و کتبی ارائه کند و دو پزشک آن را پس از ۱۵ روز تأیید کرده باشند. پزشک می‌تواند یک داروی کشنده برای فرد تجویز کند اما می‌تواند تزریق یا خوراندن دارو به بیمار را به شخص دیگری بسپارد.
در کالیفورنیا تمامی درمانگاه‌ها و بیمارستان‌ها موظفند به کسانی که به خودکشی فکر می‌کنند در جهت درمان یاری رسانند.